# Guðni Ágústsson
Guðni Ágústsson (* 9. April 1949 in Brúnastaður, Flóahreppur, Suðurland) ist ein isländischer Politiker der Fortschrittspartei (Framsóknarflokkurinn), der zwischen 1987 und 2008 Mitglied des Parlaments (Althing) sowie von 1999 bis 2007 Landwirtschaftsminister (Landbúnaðarráðherra) war. Darüber hinaus war er zwischen 2007 und 2008 auch Vorsitzender der Fortschrittspartei.

## Leben

### Jugend- und Parteifunktionär sowie Althing-Mitglied
Guðni Ágústsson ist der Sohn des Landwirts Ágúst Þorvaldsson (1907–1986), der ebenfalls Mitglied des Althing war, und dessen Ehefrau Ingveldur Ástgeirsdóttir (1920–1989). Er absolvierte ein Studium an der Agrarwissenschaftlichen Hochschule Islands (Landbúnaðarháskóli Íslands) in Hvanneyri, welches er 1968 beendete. Er war hauptberuflich zwischen 1976 und 1987 als Milchinspektor bei der Molkerei Flóamanna sowie von 1982 bis 1986 als Vorstandsmitglied der Staatlichen Gesundheitsschutzbehöre (Hollustuvernd ríkisins) tätig. Er begann sein politisches Engagement in der Jugendorganisation der Fortschrittspartei und war von 1972 bis 1975 deren Vorsitzender im Bezirk Árnessýsla sowie zwischen 1980 und 1982 Vorsitzender der Vereinigung Junger Progressiver, der nationalen Jugendorganisation (Sambands ungra framsóknarmanna). Darüber hinaus war er von 1980 bis 1986 Vorsitzender der Fortschrittspartei in der Region Suðurland und vom 4. bis 19. November 1986 als Stellvertreter (varaþingmaður) für den gewählten Abgeordneten des damaligen Wahlkreises Suðurland, Jón Helgason, im Althing.
Bei der Wahl 1987 wurde Guðni für die Fortschrittspartei (Framsóknarflokkurinn) erstmals Mitglied des Parlaments (Althing) und vertrat in diesem zunächst von bis 2003 Suðurland sowie zuletzt von 2003 bis 2008 den südlichen Wahlkreis (Suðurkjördæmi). Während seiner langjährigen Parlamentszugehörigkeit war er Mitglied des Verkehrsausschusses (1991 bis 1995 und 2007 bis 2008), des Landwirtschaftsausschusses (1991 bis 1999), des Gesundheits- und Versicherungsausschuss (1995 bis 1999), des Sonderausschusses für konstitutionelle Fragen (1995 bis 1996) sowie zuletzt des Industrieausschusses (2007 bis 2008). Er war von 1989 bis 1990 2. Vizepräsident des damals noch aus zwei Kammern bestehenden Vereinigten Parlaments (sameinaðs þings).
Des Weiteren war er zwischen 1990 und 1998 Vorstandsmitglied des Finanzdienstleistungsinstituts Búnaðarbanki Íslands, deren Vorstandsvorsitzender er von 1990 bis 1993 war. Zugleich war er von 1990 bis 1997 Vorstandsmitglied des Landwirtschaftlichen Kreditinstituts (Stofnlánadeildar landbúnaðarins) sowie deren Vorstandsvorsitzender zwischen 1990 und 1993. 1995 wurde er 3. Vizepräsident des Althing und bekleidete diese Funktion bis 1999. Zeitgleich war er von 1995 bis 1999 Vorsitzender des Landwirtschaftsausschusses des Althing sowie zwischen 1998 und 1999 auch Vorstandsvorsitzender des Landwirtschaftlichen Kreditfonds (Lánasjóðs landbúnaðarins).

### Landwirtschaftsminister und Vorsitzender der Fortschrittspartei
Am 28. Mai 1999 übernahm Guðni Ágústsson im Kabinett Davíð Oddsson III erstmals das Amt als Landwirtschaftsminister (Landbúnaðarráðherra) und bekleidete dieses Ministeramt auch im Kabinett Davíð Oddsson IV (23. Mai 2003 bis zum 15. September 2004), im Kabinett Halldór Ásgrímsson (15. September 2004 bis zum 15. Juni 2006) sowie im Kabinett Geir Haarde I (15. Juni 2006 bis zum 24. Mai 2007).
Nachdem Guðni zwischen 2001 und 2007 bereits stellvertretender Parteivorsitzender war, wurde er 2007 Nachfolger von Jón Sigurðsson als Vorsitzender der Fortschrittspartei (Framsóknarflokkurinn). Er übte diese Funktion ein Jahr lang bis 2008 aus und wurde daraufhin von Valgerður Sverrisdóttir abgelöst. Zugleich war er zwischen 2007 und 2008 Vertreter des Althing im Westnordischen Rat.
Aus seiner am 2. Juni 1973 geschlossenen Ehe mit der Erzieherin Margrét Hauksdóttir (* 1955) gingen drei Töchter hervor.

## Weblink
- Guðni Ágústsson. In: Homepage des Althing. Abgerufen am 18. Juli 2023 (isländisch).